# Auribèu (Alps Marítims)
Auribèu de Sianha (en francès Auribeau-sur-Siagne) és un municipi francès situat al departament dels Alps Marítims i a la regió de Provença – Alps – Costa Blava.

## Demografia
| 1962                                       | 1968 | 1975 | 1982  | 1990  | 1999  | 2006  |
| ------------------------------------------ | ---- | ---- | ----- | ----- | ----- | ----- |
| 651                                        | 767  | 950  | 1.154 | 2.072 | 2.612 | 2.710 |
| Des de 1962: població sense dobles comptes |      |      |       |       |       |       |

## Administració
| Període | Identitat       | Partit        |
| ------- | --------------- | ------------- |
| 1983-   | Jacques Varrone | Divers droite |